# Simon Nielsen
Simon Nielsen (født 27. oktober 1986) er en dansk ishockeymålmand som spillede 3 sæsoner for den finske SM-liiga klub Lukko Rauma i den bedste finske række. Han skiftede til den finske klub i 2011, og spillede der indtil 2014.
I 2015 skiftede han tilbage til den danske klub Herning Blue Fox, hvor han spiller på nuværende tidspunkt.
Han startede karrieren i Herning Blue Fox og skiftede til Rødovre Mighty Bulls inden sæsonen 2006-07. Efter to sæsoner i Rødovre valgte han at prøve lykken i USA.
Hans storebror er Frans Nielsen der spiller i NHL for Detroit Red Wings og hans far er den tidligere landsholdsspiller og træner for bl.a. Herning, Frits Nielsen.
Simon Nielsen var med i den danske trup ved VM i Østrig for første gang som 18-årig i 2005. Han har sidenhen repræsenteret Danmark ved 7 VM-turneringer. Her var han dog udpræget 3. målmand de første slutrunder, men har de sidste tre fået spilletid og har også været 1. målmand. Han står noteret for 78 kampe for Danmark.